# Willem Gehrels
Willem Gehrels (Amsterdam, 30 november 1885 – aldaar, 3 juni 1971) was een Nederlandse muziekpedagoog, onderwijzer en violist.

## Jeugd en opleiding
Gehrels groeide op in een gezin van vijf jongens. Zijn vader Willem Herman Fredrik Gehrels was conducteur bij het Amsterdamse Gemeentevervoerbedrijf. Zijn moeder Hinderkien Hajema had een kleine winkel in tabaksbenodigdheden. Na de lagere school werd Gehrels aangenomen op de Amsterdamse Gemeentelijke Kweekschool waar hij in 1905 zijn onderwijzersakte behaalde. Zijn broer Freek speelde voor Ajax.

## Werkzaamheden
Gehrels ontwikkelde in Amsterdam na een studiereis naar Berlijn een lesmethode voor muziekonderwijs die eerst uitgeprobeerd werd op de Amsterdamse Volksmuziekschool maar die later breed ingevoerd zou worden op veel kweekscholen en in het lager onderwijs. Hij deed baanbrekend werk op het gebied van de muzikale vorming van kinderen. Zijn Methode Gehrels (zie beneden) was een van de eerste complete didactische zangmethodes voor het onderwijs, uitgaand van zingen van volksliederen en strevend naar een algemeen muzikale vorming van het kind. Gehrels was oprichter van de eerste Nederlandse Volksmuziekschool, te Amsterdam in 1932, naar voorbeeld waarvan in veel plaatsen soortgelijke volksmuziekscholen ontstonden. Tevens was hij docent muziek aan de Gemeentelijke Kweekschool te Amsterdam en docent schoolmuziek aan het Amsterdams Conservatorium. Ook was hij een van de initiatoren van de studie schoolmuziek aan de Nederlandse conservatoria. In 1947 stichtte hij ten behoeve van de landelijke uitbouw van zijn werk het Gehrels-Instituut voor de (na)scholing van musici en onderwijzers. In 1968 ontving hij voor zijn verdiensten een eredoctoraat in de Letteren van de Universiteit van Amsterdam.

## Algemeen Vormend Muziekonderwijs

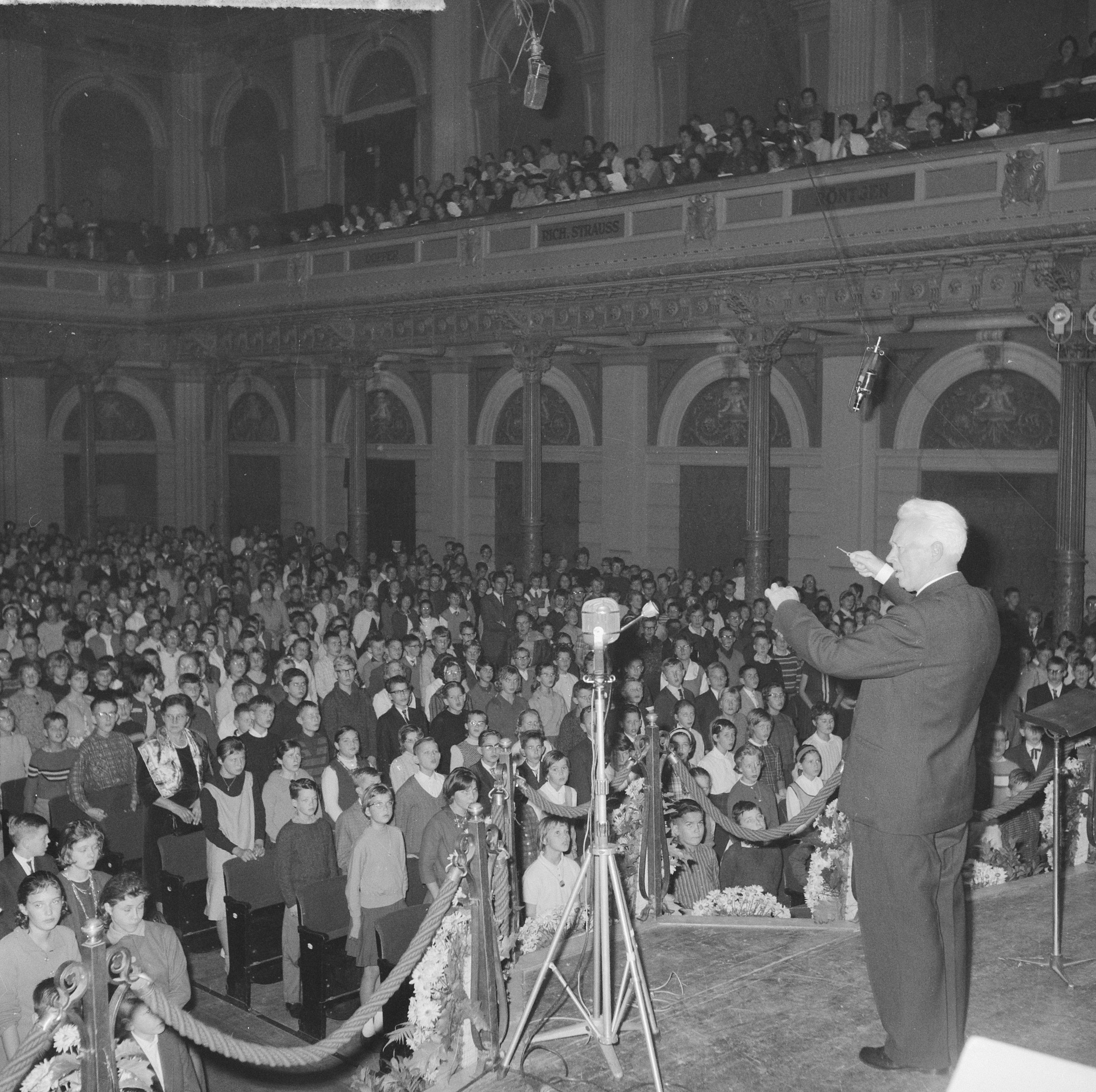
Kooruitvoering in Concertgebouw Amsterdam in 1962

Willem Gehrels publiceerde vanaf 1930 zijn muzikaal pedagogische ideeën, aanvankelijk in brochurevorm. In 1942 verscheen van zijn hand een standaardwerk, Algemeen Vormend Muziekonderwijs, opgedragen aan de Maatschappij tot Bevordering der Toonkunst. In dit boek beschrijft Gehrels in drie delen hoe muziekonderwijs voor kinderen langs een methodische lijn kan worden opgezet. In het eerste deel beschrijft hij de beginselen, in het tweede deel werkt hij dit uit en in het derde deel van het boek geeft hij leerplannen voor de vormen van onderwijs van de tijd, waarin het boek verscheen, namelijk voor de lagere school, de volksmuziekschool, de kweekschool voor onderwijzers en ten slotte een driejarige cursus voor ouderen. Vanaf 1942 tot 1955 verschenen van dit boek zes vrijwel ongewijzigde drukken. Toen was de tijd gekomen voor een aanzienlijke uitbreiding, maar ook herziening, die verscheen in 1956. Een aantal methodische en didaktische keuzes werd zeer gewijzigd. Heel belangrijk hierin was de keus om bij het methodisch aanleren van de solmisatie niet langer uit te gaan van de do-ladder van lage do naar hoge do, maar te kiezen voor de kleuterdeun so(l)-la-so(l)-mi als uitgangspunt. Het handzingen bleef een belangrijk hulpmiddel bij de solfège. De gehrelsmethode heeft decennialang onderwijzers op de lagere school en later de basisschool, maar ook de muziekleraren op de muziekscholen, de methodische weg gewezen de beginselen van de Algemene Muzikale Vorming aan de kinderen bij te brengen. Gesteld kan worden dat vele generaties kinderen vanaf de jaren veertig tot op de dag van vandaag vanuit de methodische uitgangspunten van Willem Gehrels' muziekonderwijs hebben gekregen. Karakteristieke hulpmiddelen zoals het genoemde handzingen op de relatieve notennamen blijven daarbij lang in het geheugen hangen.
Gehrels' activiteiten moeten in het licht worden gezien van het sociaaldemocratische cultuurspreidingsideaal, dat werd uitgedragen door onder meer de Amsterdamse wethouder Emanuel Boekman, de pedagoog Philip Kohnstamm en de Duitse Jugendmusikbewegung uit de jaren twintig.

## Personalia
Gehrels was getrouwd met Helena Josephina (Lena) Anthoni, die hij had leren kennen als medestudent op de kweekschool. Hij trouwde met haar in mei 1920 en kreeg met haar twee kinderen. Dochter Lisa Hinderkien Gehrels trouwde met graficus Jaap Kruijff (Jakob Johan Kruijff, 1917-2001). Dochter Florentia Gehrels trouwde met de bioloog en schrijver Dick Hillenius (1927-1987).